# 제국은행 사건

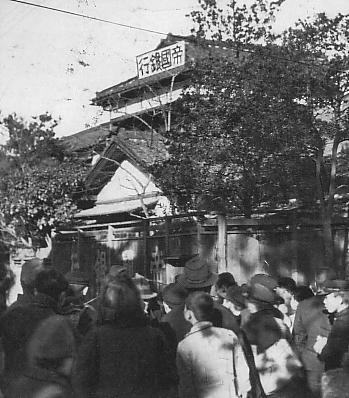
사건이 발생한 제국 은행 시나마치 지점.

제국은행 사건(일본어: 帝銀事件 데이킨 지켄[*])은 1948년 1월 26일 일본 도쿄도 도시마구의 제국 은행 (지금의 미쓰이 은행·미쓰이스미토모 은행) 시나마치 지점에서 발생한 독극물 살인 사건이다.
또한 제국은행 사건은 전후 혼란기, 일본 미 군정 지하에서 일어난 사건으로, 아직도 수수께끼가 해결되지 않고 있다.

## 사건 개괄

### 사건 발생
1948년 1월 26일 은행이 문을 닫은 직후인 오후 3시경, 도쿄도 방역반임을 표시하는 완장을 찬 중년 남성이 후생성 직원의 명찰을 제시하며, 은행원과 용무원 일가 16명(8세 ~ 49세)을 "근처 가택에서 집단 이질이 발생했다. GHQ가 은행 안을 소독하기 전에 예방약을 마셔달라", "감염자 중 한 명이 은행으로 오고 있다"며 속여 청산가리를 복용하게 했다. 그 결과 11명이 현장에서 사망하였으며, 병원으로 옮겨진 1명이 추가로 사망했다. 그 틈을 타 범인은 현금 16만 엔과 야스다 은행 이타바시 지점의 것 등 수표 1만 7450엔어치의 돈을 훔쳐 도주했다. 그러나 현장의 상황이 집단 중독 등으로 혼란스러웠기 때문에 경찰의 초동 수사는 늦춰졌고, 결국 범인의 신변을 확보할 수 없었다. 또 범인이 훔친 수표는 사건이 발생한 다음 날인 1월 27일부터 현금으로 환전되었지만, 관계자가 수표들의 도난을 확인한 것은 사건 발생에서 이틀이 지난 1월 28일 오전이었다.
생존자들의 말에 따르면, 범인은 희생자 전원이 충분히 마실 수 있도록 효과가 더디게 드러나는 약물을 사용하였으며, 사람들의 의심을 피하려고 자신이 시범 삼아 마셨고, "치아의 에나멜질이 손상되지 않도록 혀를 내밀어 마셔달라"는 등 구체적인 복용 방법까지 알려주는 치밀한 수법을 사용했다. 범인이 스스로 약물을 복용하자 은행원들은 범인을 믿게 되었다. 16명 전원이 첫 번째 약을 마시자, 위스키를 마셨을 때와 같이 가슴이 타는 듯한 느낌이 덥쳤다고 한다. 그리고 1분 후, 범인이 희생자들에게 두 번째 약을 건네자 씁쓸함을 느끼던 희생자들은 급히 그 약을 마셨다. 은행원 중 한 명이 "입을 헹구고 싶다"고 요청하자 범인은 입을 헹구는 것을 허락했다. 희생자 전원이 부엌의 싱크대에서 입을 헹구려 할 무렵 희생자 중 여성 한 명이 실신을 반복하자 범인의 행각이 발각되었다.
이 사건이 발발하기 전에 비슷한 수법의, 미수에 그친 사건이 두 번 있었는데, 다음과 같다.
- 야스다 은행 에바라 지점[1]
1947년(쇼와 22년) 10월 14일, 은행 문을 닫은 직후에 “후생기관 의학박사 마츠이 시게루, 후생성 예방국”[주 1]이라는 명함을 보여주는 남자가 찾아와, “이질 감염 환자가 오전에 예금하러 다녀간 것이 확인되었기 때문에, 은행내의 직원들과 돈을 소독해야 한다”[주 2] 고 말했다. 신중한 지점장은 그 남자를 기다리게 하고, 순사를 불러 이질에 대해 물어보았다. 순사는 “무슨 아닌 밤중에 홍두깨냐. 그래도 서에 확인은 해 보겠다.”[주 3]라고 하고 나갔다. 순사가 돌아올 때까지, 제국은행과 똑같은 수법으로 직원들에게 약을 먹였다. 다행히 사망자는 나오지 않았다. 명함 자체는 진짜였지만 마츠이 박사는 알리바이가 있었기 때문에 범인이 아니었다.
- 미쓰비시 은행 나카이 지점[2]
1948년(쇼와 23년) 1월 19일, 은행 문을 닫은 직후에 “후생성 기관 의학박사 야마구치 지로, 도쿄도 방역과”[주 4]라는 명찰을 보여주는 남자가 찾아와, 야스다 은행 에바라 지점에 나타난 남자와 거의 같은 말을 했다. 은행원들에게 약을 먹으라고 하고, 은행의 돈을 소독하라고 했다. 미심쩍게 생각한 지점장이 현금 수송은 없었다고 대답하자 남자는 은행원들이 정리하고 있는 소액환에 소독약이라는 투명한 액체를 뿌리고는 나가 버렸다. 이번의 명함은 가짜로 밝혀졌다.

### 초동 수사
사건 발생 후, 지점장이 범인에게 받은 명함이 없어졌다(당시 지점장은 부재중). 수사는 지점장의 기억과, 위에서 말한 2건의 유사 사건의 증거물, 생존자 전원의 증언을 바탕으로 작성된 몽타주, 사건 다음날에 현금으로 바뀐 수표를 단서로 해서 진행되었다. 일본 경시청은 다음과 같이 범인상을 좁혔다.
1. 용의자[3][4]

1. 도청·구청의 위생과, 방역과, 보건소, 병원, 의사, 약제사.
2. 치과의사, 수의사, 생명보험 회사의 보험의사, 의학·화학·약학 연구원과 교수, 그 학과의 학생, 약품 제조업자·판매업자, 약품 중개인이나 그 경험자.
3. 주둔군 통역, 사무원, 잡역부나 그 경험자.
4. 은행원이나 그 경험자.
5. 수해지 방역 종사 경험자.
6. 전역자나 귀환 장교 중 의료 지식이 있는 자.
7. 병원, 의원, 약국 등에서 청산염을 입수하거나 입수를 시도한 자. 또는 직업상 그것을 취급하는 자. 또는 그것을 취급하는 공장이나 제작소에 출입하는 자.

1. 세 사건의 공통점

1. 범행 장소: 모두 도심을 벗어난 소규모 은행.
2. 범행 일시: 화요일 또는 월요일, 은행 문을 닫은 뒤.
3. 분장: 얼굴을 그대로 노출하고, 왼팔에는 방역반이라는 글씨와 도쿄도 마크가 찍힌 완장을 찼음. 신뢰감을 주려는 의도.
4. 명함: 후생성 기관 직함이 있는 명함을 도용해서 상대를 믿게 함.
5. 언행

1. 수해지를 방역하고 돌아왔다고 주장.
2. 은행 근처에서 이질이 발생했다고 주장.
3. 주둔군에 보고했고, 아무개 중위(파커, 마커, 호넷, 코틀리 등)의 명령으로 소독반이 출동했다고 주장.
4. 환자 중에 이 은행에 돈을 가지고 온 자가 있었다고 주장.
5. 은행의 모든 물건을 소독해야 한다고 주장.
6. 모든 물건을 그대로 두라고 요구.
7. 현금 수송이 있었냐고 질문.
8. 소독반이 오기 전에 ‘예방약’(사실 독약)을 먹으라고 요구.
9. 첫 번째 약을 마시고, 1분 뒤에 두 번째 약을 마시라고 요구.
10. 약이 법랑질을 손상하기 때문에 혀를 말아서 마시라고 요구.
11. 모두가 마실 잔을 준비시키고, 액체를 스포이트으로 분배한 뒤 그 중 하나로 시범을 보임.

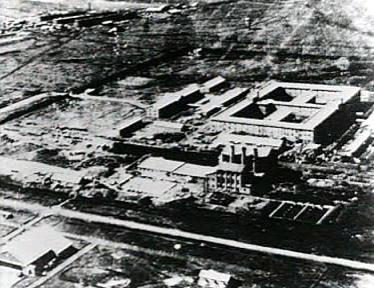
731부대 단지 전경.

시체에서 청산화물이 검출되자, 그 취급법을 알고 있는 구 육군 세균부대(이른바 731부대) 관계자를 중심으로 수사가 옮겨갔다. 육군 제9연구소(통칭 노보리토 연구소)에 소속되어 있던 반 시게오(伴繁雄)에게서 유력한 정보를 입수, 사건 발생 6개월 후인 6월 25일, 형사부장에게서 수사 방향을 군 관계자 일부, 육군의 특수임무 관계자에게로 좁힌다는 지시가 떨어진다. 그 근거는 다음과 같았다.
1. 범인이 사용한 청산가리는 0.2 ~ 0.5 그램에 불과한데, 이것은 치사량과 거의 일치한다. 범인은 최소한의 양의 독극물로 최대한의 효과를 보았다.[6] 만약 범인이 초보였다면 독극물의 농도를 높이거나 양을 늘렸을 것이다.[7]
2. 첫 번째 약과 두 번째 약 사이에 1분이라는 시간을 두었는데, 1분 뒤에는 피해자들을 방치했다. 이것은 1분이 지나면 독약이 듣기 시작해, 피해자들이 외부에 도움을 청할 시간적 여유가 없다는 확신이 있었다는 것을 가리킨다.[7]
3. 범인이 사용한 스포이트는 고마고메 형 피펫이라는, 세균 연구소나 군 소속 연구소에서 쓰인 것이다. 피펫 상자의 모양과 크기도 2차대전 때 군의관이 야전용으로 휴대한 외과기기 상자와 유사했다.[8]
4. 범인은 한꺼번에 16명을 독살하려 했으면서 비정상적으로 침착했다. 약물을 측량하거나 따를 때도 손끝 하나 떨지 않았다. 이 침착함은 범인의 경험에서 우러난 자신감에서 나왔다고 판단할 수 있다.[8]

게다가 범행에 사용된 독극물은 단순한 청산가리가 아니었다. 청산가리를 먹으면 몇 초 안에 죽게 된다. 그런데 이 사건의 피해자들은 1분 뒤부터 독이 작용하기 시작했다. 수사 결과, 노보리토 연구소에서 개발했던 아세톤 시안하이드린(일명 니트릴)과 비슷하다는 사실을 알아냈다. 경시청은 만주에서 각종 전쟁용 세균을 연구한 이시이 시로와 그가 이끈 731부대의 전역자 중 범인이 있다고 생각했다. 당시의 수사 요강의 요지는 다음과 같다.
1. 범인은 의료, 방역, 약품 취급, 또는 연구, 실험 등에 경험이 있고 특히 전역자나 군 관련 해당 분야의 연구자 및 특무 기관원, 헌병 등을 최적격으로 간주한다.
2. 해당 관계를 물색하는데 신중을 기한다.
3. 관계자 대부분은 현재 의료, 방역, 약품 쪽에 취직해 있을 테니, 수사에 특별한 주의가 필요하다.
4. 용의가 없을 때는 같은 부대 소속의 다른 해당자에 대해 질문해서 조사한다.

한편, 수사본부에서 조연적 존재였던 명함반은 수사를 진행하여, 유사한 사건에서 악용되었던 마츠이 시게루의 명함에 초점을 맞추었다(이 명함반에는 전설적인 형사 히라츠카 하치베도 있었다). 마츠이의 명함을 건네줬던 날짜나 장소나 상대도 기록되어 있었기에 이에 맞추어 수사도 진행되었다. 100장의 명함 중 마츠이 박사에게 남아 있던 것이 8장, 나머지 92장 중 62장을 회수에 성공하고, 분실되어 사건과 관계없다고 볼 수 있는 22장을 확인했다. 그리고 행방을 끝까지 알 수 없었던 8장 중 1장이 사건에 사용된 것으로 여겨졌다.
그런데 돌연 일본 미 군정이 육군 관계자에 대한 수사 중단을 명령한다.

### 용의자 등장

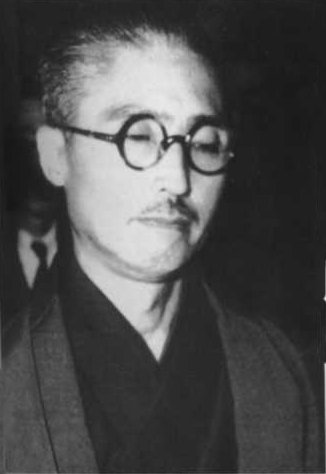
히라사와 사다미치.

8월 21일, 마츠이와 명함을 교환한 사람 중 한 명인 템페라 화가 히라사와 사다미치가 홋타이도 오타루시에서 체포되었다.
히라사와를 체포한 이유는 다음과 같다.
- ‘마츠이 시게루의 명함’을 받은 사람 중, 히라사와는 명함을 가지고 있지 않았다(히라사와는 지갑을 도둑맞았다고 도난계를 내보내고 있었다).
- 히라사와는 “사건 발생 시각에 현장 부근을 걷고 있었다”[주 5] 고 진술했지만, 그 알리바이를 증명할 수 없었다.
- 과거 수표 사기를 한 전과가 있었다.
- 사건 직후에 피해 총액과 거의 같은 금액의 돈을 예금했고, 그 출처를 명확히 알 수 없었다[주 6]

경찰은 히라사와와 피해자들을 대질했지만, 히라사와가 범인이 다르다고 단언한 사람은 한 사람도 없었다. 체포될 때부터 히라사와는 일관되게 범행을 부인했지만, 9월 23일부터 자백을 시작해 10월 12일에 제국은행 사건과 다른 2건의 미수 사건에 의해 강도살인 용의와 강도살인미수 용의로 기소되었다. 12월 20일부터 도쿄 지방재판소에서 열린 공판에서 히라사와는 자백을 번복하고 무죄를 주장했으나 1950년(쇼와 25년) 7월 24일, 도쿄 지판에서 1심 사형 판결, 1951년(쇼와 26년) 9월 29일, 도쿄 고등재판소에서 항소 기각, 1955년(쇼와 30년) 4월 7일, 일본 최고재판소에서 상고 기각, 5월 7일에 사형이 확정되었다.

### 사형 판결과 구명 운동

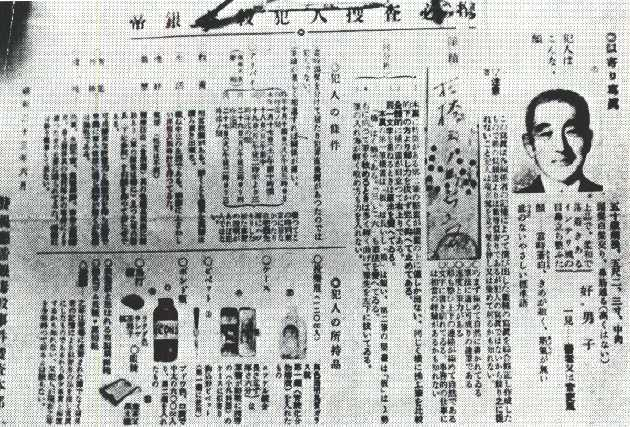
경찰이 작성한 범인의 몽타주.

마쓰모토 세이초·고미야마 유시로(小宮山重四郎) 등 지원자들이 히라사와의 구명 운동을 시작했다. 히라사와의 지원자들은, 히라사와의 진술이 고문에 가까운 취조와, 광견병 예방 접종의 부작용에 의한 코르사코프 증후군의 후유증인 정신질환(허언증)에 의한 것이기에 신빙성에 문제가 있다고 주장했다. 또한, 오무라 도쿠조(大村徳三) 박사의 감정에 따르면, 사형 판결의 결정적 수단이 된 자백 조서 3통은, 조사에 관여하지 않은 이데 요시오(出射義夫) 검사가 백지에 히라사와의 지문을 찍게 한 것이었다. 이에 재심 청구 17회, 특사 요청 3회가 있었지만 모두 받아들여지지 않았다.
사건이 있고 6년 뒤인 1954년(쇼와 29년), 이바라키현에서 보건소 직원으로 속여 사람들에게 청산을 먹인 대량 살인 사건이 발생했다. 이 수법이 제국은행 사건과 극히 닮았기에 히라사와의 변호인이 조사를 위해 현지 잠입했지만, 체포된 용의자가 음독자살해 버렸기 때문에 아무런 소득도 없었다.
히라사와는 1962년(쇼와 37년)에는 미야기 형무소로 이감되었는데, 《타임》지는 환경이 좋지 않은 토호쿠로 히라사와를 보내 그를 자연사시키려는 것이 아니냐고 힐문했다. 1968년(쇼와 43년)에 재심특례법안(再審特例法案)이 제출되어 폐안이 되었던 1969년(쇼와 44년)에 법무대신이 사형수 7명에게 개별 특사를 검토했을 때 히라사와도 그 대상이 되었지만, 결국 히라사와의 특사는 이루어지지 않았다.
역대 법무대신들이 모두 히라사와의 사형집행 명령서에 서명을 거부하는 가운데, 1987년(쇼와 62년) 5월 10일, 히라사와는 폐렴으로 하치오지 의료 형무소(八王子医療刑務所)에서 옥사했다. 향년 95세였다. 히라사와 옥사 직후인 5월 25일, 수사본부에 협력해 왔던 반 시게오가 텔레비전에 출연해 범인은 히라사와가 아닌, 전 일제 육군 관계자라고 강조했다. 수사에 참가했던 나루치 히데오(成智英雄)는 후에 수기에서 “제국은행 사건은, 히라사와처럼 독극물에 대한 지식이 전무한 인물은 불가능하며, 진범은 원래 비밀 부대에 있던 인물이다”라고 썼으며, 한층 더 나아가 “731부대원 중 50여 인을 조사한 결과, 경력·알리바이·인상이 일치하는 것은 ㅅ모 중령(사건 당시 51세, 사건 이듬해 병사)밖에 없다” 고까지 주장했다. 그러나 731부대에서 ‘ㅅ 중령’과 성과 이름이 모두 일치하는 사람은 없었다. 같은 성씨에 이름은 비슷하지만 다른 인물이 두 명 있었다는 증언이 있어, 나루치가 두 사람 이상을 혼동했을 가능성이 있다.
히라사와가 죽은 뒤에도 그의 양자와 지원자들이 명예 회복을 위해 재심 청구를 계속하고 있다. 2008년(헤이세이 20년) 현재, 도쿄 고등법원에 19번째의 재심 청구가 신청 중이다.

## 독극물의 의문점
시체 해부와 토사물·그릇에 남은 액체 성분의 분석이 도쿄 대학과 게이오기주쿠 대학에서 이루어졌다. 하지만 액체의 보관 상태가 나빴기에 청산 화합물이라는 사실만 밝혀졌고, 도쿄대의 후루하타 다네모토(古畑種基)와 게이오대의 나카다테 규헤이(中舘久平)의 감정이 서로 어긋나 100% 정확한 감정한 결과는 나오지 않았다.
당시 《요미우리 신문》의 기자가 육군 제9연구소에서 아세톤 시안히드린(청산나이트릴)이라는 약을 개발했다는 사실을 밝혀냈다. 즉석에서 효력을 발휘하는 보통의 청산가리에 비해, 청산나이트릴은 마시고 1,2분이 지나야 효과가 나타나는 지효성이 있다. 그런데 시체 해부 결과도 청산화물이라는 것까지만 밝혀진 상황에서, 경찰의 수사가 731부대에서 크게 멀어지자 보도와 취재도 방향을 전환할 수밖에 없게 되었고, 731부대에 대한 취재도 정지되었다.
후에 미 군정의 기물 문서가 공개되어, 1985년(쇼와 60년), 《요미우리 신문》이 이하의 사실을 보도했다.
- 범인의 수법이 군 기밀과학 연구소가 작성한 독약 취급 지도서와 일치.
- 범행 시 사용한 기구가 동 연구소에서 사용된 것과 일치.
- 1948년(쇼와 23년) 3월, 미 군정이 731부대 관련 수사와 보도를 금지했다.

## 그 외
보도 기관은 시체가 늘어선 현장 사진을 보도했다. 그러나 시체가 늘어선 광경을 찍은 사진에 대해 항의가 올라왔고, 이후 일본의 보도 기관들은 시체 사진을 함부로 쓰지 못하게 되었다고 한다.

## 같이 보기
- 히라사와 사다미치
- 에리구치 기요오
- 재심특례법안
- 범죄 보도